# Cracklin'
Cracklin' — студійний альбом американського джазового ударника Роя Гейнса з тенор-саксофоністом Букером Ервіном, випущений у 1963 році лейблом New Jazz.

## Опис
Більшість сесій ударника Роя Гейнса сфокусовані на зіркового соліста. На цьому альбомі Гейнс грає з піаністом Ронні Метьюзом, басистом Ларрі Рідлі і тенор-саксофоністом Букером Ервіном. Унікальне звучання Ервіна продемонстроване на «Under Paris Skies» та оригінальних композиціях Метьюза, Гейнса і Ренді Вестона («Sketch of Melba»), а також на власній «Scoochie».

## Список композицій
1. «Scoochie» (Букер Ервін) — 5:53
2. «Dorian» (Ронні Метьюз) — 6:48
3. «Sketch of Melba» (Ренді Вестон) — 7:37
4. «Honeydew» (Ронні Метьюз) — 3:46
5. «Under Paris Skies» (Юбер Жіро) — 7:40
6. «Bad News Blues» (Рой Гейнс) — 6:49

## Учасники запису
- Рой Гейнс — ударні
- Букер Ервін — тенор-саксофон
- Ронні Метьюз — фортепіано
- Ларрі Рідлі — контрабас

Технічний персонал
- Оззі Кадена — продюсер
- Руді Ван Гелдер — інженер
- Дон Шліттен — фотографія, дизайн (обкладинка)
- Айра Гітлер — текст